# SkiWelt Wilder Kaiser – Brixental
| SkiWelt Wilder Kaiser – Brixental (Stand: April 2019) |                 |
| Anzahl der Pisten                                     | 225             |
| Gesamtlänge                                           | 284 km          |
| davon verbunden                                       | 257 km          |
| leicht                                                | 122             |
| mittel                                                | 129             |
| schwer                                                | 010             |
| Skirouten                                             | 23              |
| Fun- und Snowparks                                    | 03              |
| Schneekanonen                                         | 1700            |
| Speicherseen                                          | 15              |
| Beschneibare Abfahrten                                | 229 km          |
| Liftanlagen                                           | 90              |
| Standseilbahnen                                       | 0               |
| Seilbahnen                                            | 16              |
| Sessellifte                                           | 35              |
| Schlepplifte                                          | 20              |
| Übungslifte                                           | 4               |
| Förderbänder                                          | 15              |
| Beförderungskapazität                                 | 146.656 Pers./h |
| Saison (Winter)                                       | Dezember–März   |
| Saison (Sommer)                                       | Mai–Oktober     |

Die SkiWelt Wilder Kaiser – Brixental ist eines der größten und modernsten Skigebiete in Österreich. Es vereinigt sechs Bergbahnen in den Tiroler Bezirken Kufstein und Kitzbühel.

## Geschichte
Mit der Wintersaison 1971/72 begannen die Bergbahnen Hopfgarten und Söll mit der gegenseitigen Anerkennung der Liftkarten. Ab 1973/74 wurde ein 7-Tage-Großraum-Skipass mit Gültigkeit in Brixen, Ellmau, Going, Hopfgarten, Itter, Scheffau und Söll eingeführt. Seit 26. November 1985 besteht ein Poolvertrag mit gegenseitiger Verrechnung der Einnahmen. Im gleichen Jahr wurden die Bergbahnen Westendorf Mitglied im Skiverbund. 2015 wurde der renovierte Kaiserlift in Kufstein von der Skiwelt aufgenommen.

## Orte und Gipfel im Gebiet

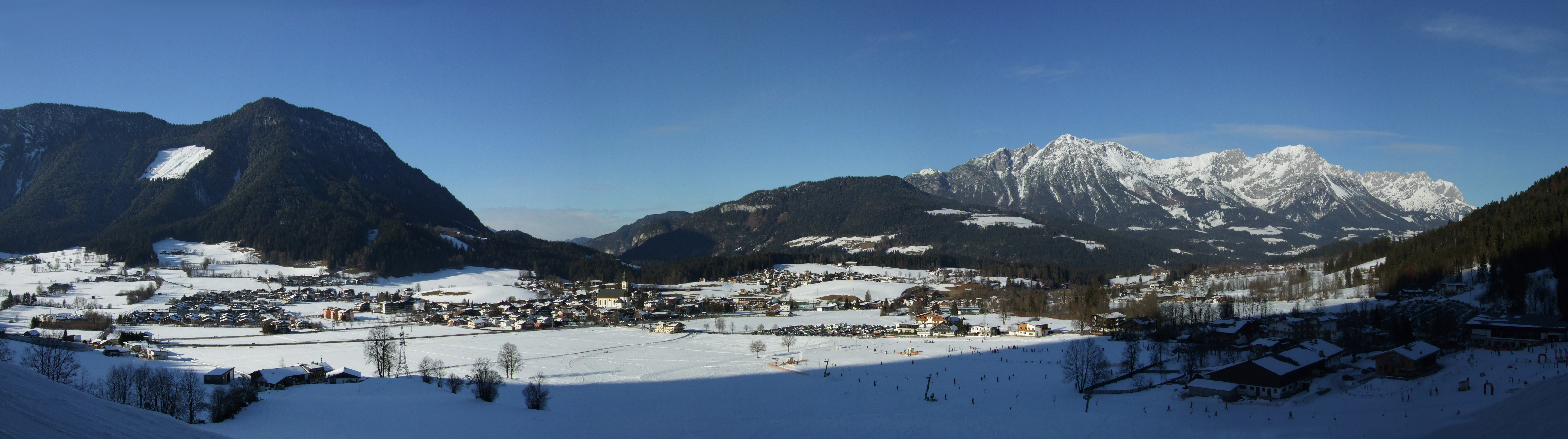
Blick auf Talstation und Übungslifte in Söll. Im Hintergrund Wilder Kaiser.

### Orte
- Brixen im Thale (794 m)
- Ellmau (820 m)
- Going (798 m)
- Hopfgarten (620 m)
- Itter (705 m)
- Kelchsau (820 m)
- Kufstein (504 m)
- Scheffau (752 m)
- Schwoich (583 m)
- Söll (703 m)
- Westendorf (783 m)

### Gipfel
- Astberg (1267 m)
- Brandstadl (1650 m)
- Choralpe (1820 m)
- Eiberg (1673 m)
- Feldalphorn (1923 m)
- Fleiding (1892 m)
- Gampenkogel (1957 m)
- Hartkaiser (1555 m)
- Hochbrixen (1300 m)
- Hochsöll (1150 m)
- Hohe Salve (1829 m)
- Kälbersalve (1543 m)
- Kleine Salve (1565 m)
- Nachtsöllberg (1886 m)
- Rigi (1532 m)
- Talkaser (1720 m)
- Zinsberg (1664 m)

## Internationale FIS-Rennstrecken
Bereits vor den Gründungen der Bergbahnen wurden Skiclubs gegründet und Skirennen abgehalten. So wurde in Brixen bereits 1927 der erste Skiclub gegründet und ein Jahr später das erste Skirennen auf der Kälberalm abgehalten. Die Kälberalmabfahrt ist auch heute noch offizielle FIS Rennstrecke.
Der internationale Alpenrosen FIS-Nachtslalom in Westendorf, auch „Hahnenkamm Warm-Up-Nachtslalom“ genannt, ist zwar ein FIS-Rennen außerhalb des Weltcup Rennkalenders, weil der Pokal aber unmittelbar vor dem Kitzbüheler Hahnenkammrennen ausgetragen wird und als letzter Test vor dem Rennen gilt, nehmen auch viele international bekannte Rennfahrer teil. Der Pokal wurde 2012 zum 24. Mal vergeben.
| Strecke       | Disziplin    | Start  | Ziel   | Freigabe bis     | Verantwortlicher |
| ------------- | ------------ | ------ | ------ | ---------------- | ---------------- |
| Kälberalm     | Super-G      | 1541 m | 1289 m | 17. März 2016    | Klaus Exenberger |
| Kälberalm     | Slalom       | 1456 m | 1289 m | 17. März 2016    | Klaus Exenberger |
| Keatalm       | Riesenslalom | 1533 m | 1153 m | 1. November 2021 | Klaus Exenberger |
| Skihüttenhang | Slalom       | 1317 m | 1153 m | 1. November 2021 | Klaus Exenberger |
| Zieplhang     | Riesenslalom | 1065 m | 0802 m | 1. November 2020 | Klaus Exenberger |
| Zieplhang     | Slalom       | 1317 m | 0802 m | 1. November 2020 | Klaus Exenberger |

Stand: 10. Februar 2012

## Daten zum Skiverbund

### Leistungsumfang
- 90 Lifte und 284 Pistenkilometer
- 8 FIS-Rennstrecken
- 3 Rennstrecken mit Geschwindigkeitsmessanlagen
- Nachtskifahren in Brixen, Söll und Westendorf
- 3 Funparks
- Alpeniglu-Dorf
- Wireless LAN für zahlende Gäste[8]

### Beschneiung
Auf Grund der niedrigen Lage des Gebiets (800–2000 m) wurde bereits 1987 auf einem Hang in Brixen mit der künstlichen Beschneiung begonnen. 1990 begann zunächst Westendorf, 1992 auch die Gebiete Hohe Salve, Scheffau und Söll mit Produktion von technischem Schnee. Mit den Anlagen können 120 der 280 Pistenkilometer innerhalb von drei Tagen beschneit werden.
Die Errichtung des Speicherteichs „Salvensee“ (56.000 m³ Wasser) 2007 und des Speicherteichs „Hohe Salve“ im Jahr 2013 (135.000 m³ Wasser) ermöglicht die Beschneiung des ganzen Gebiets Hopfgarten-Itter.
Westendorf bezieht die pro Saison benötigten 250.000 m³ Wasser aus der Windauer Ache und einem 64.000 m³ großen Speicherbecken.

### Überregionale Allianzen
Die SkiWelt ist Mitglied im Kartenverbund SuperSkiCard (22 Skiregionen - Salzburg & Kitzbüheler Alpen) und bei der Snow Card Tirol (über 90 Skigebiete in Tirol).

## Skigebiete

### Brixen im Thale
Gegründet wurde die Schizentrum Sonnberg Liftgesellschaft zur Erschließung des Sonnbergs, im Jahre 1970, von Brixen aus. Im selben Jahr wurde der 2er-Sessellift Sonnberg und der Schlepplift Poldanger erbaut. 1986 wurde eine damals hochmoderne Gondelbahn, als Ersatz für den 2er-Sessellift Sonnberg, gebaut. 1995 wurde die Gesellschaft in eine Aktiengesellschaft überführt. Hauptaktionäre sind die Schilifte und Bergbahnen Scheffau (85,28 %). Im Jahre 2008 wurde die Skiweltbahn erbaut. Mit 3,4 Kilometer Länge ist sie die längste Seilbahn des Skigebietes und kreuzt außerdem eine Eisenbahnstrecke. Die Talstation befindet sich im Ort auf der anderen Straßenseite wie die Gondelbahn Hochbrixen und verbindet damit das Skigebiet mit Westendorf. Im Jahre 2019 wurde der 4er-Sessellift Zinsberg durch eine Kombibahn, bestehend aus 10er-Gondeln und 8er-Sesselliften, ersetzt – die erste in der Skiwelt.

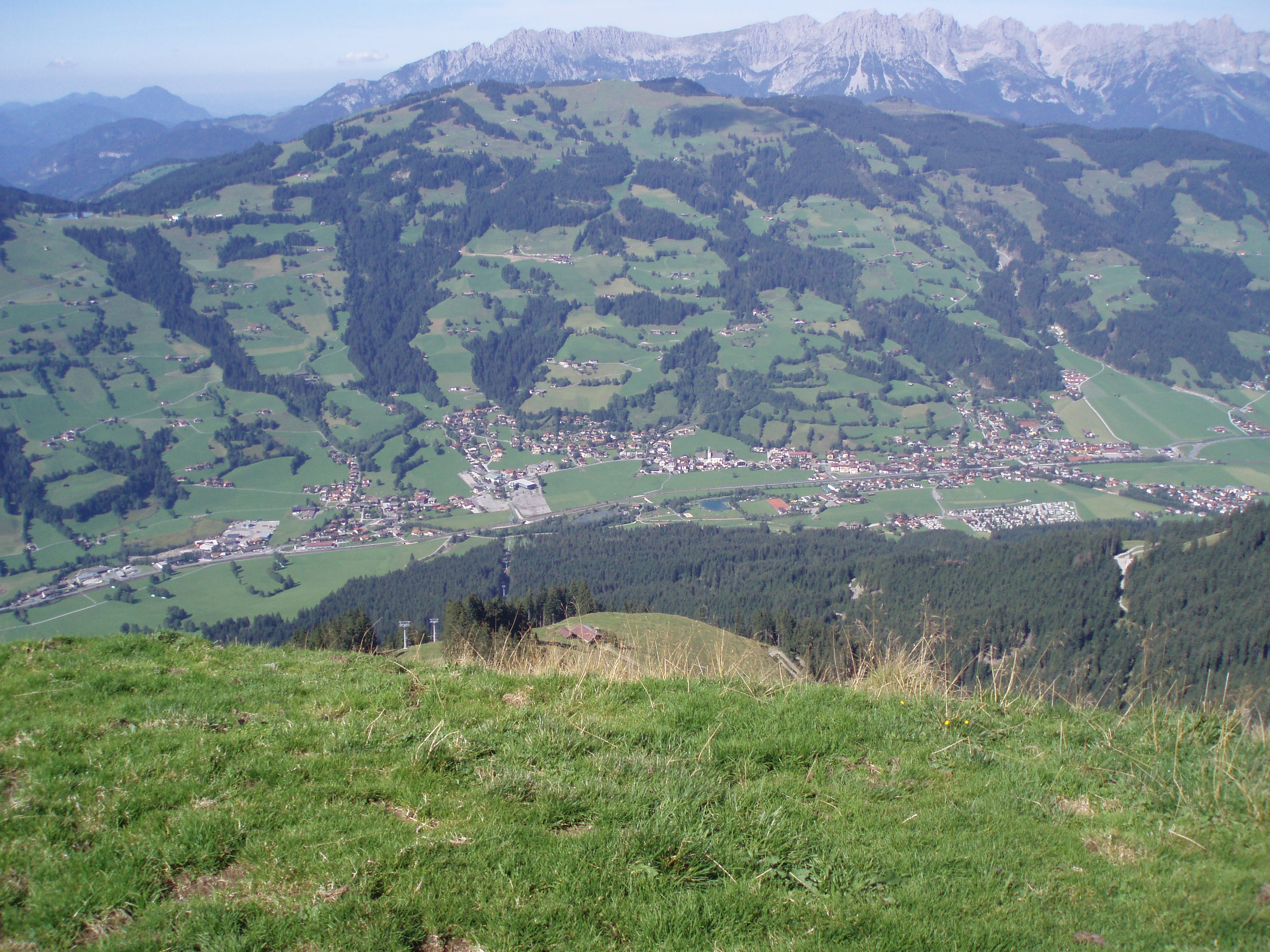
Blick auf das Sportgebiet Brixen im Thale.
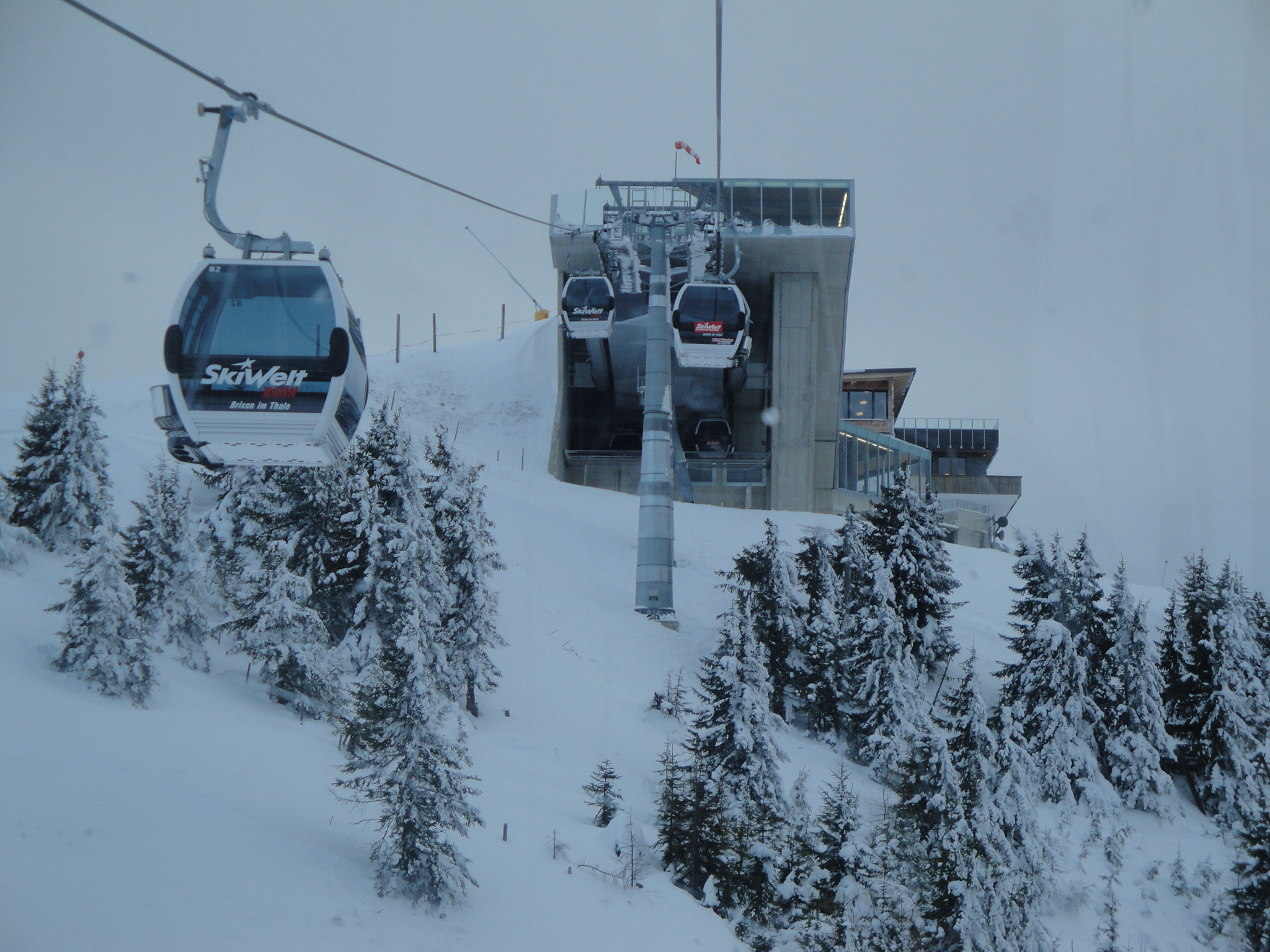
Skiweltbahn (Blick auf die Bergstation)
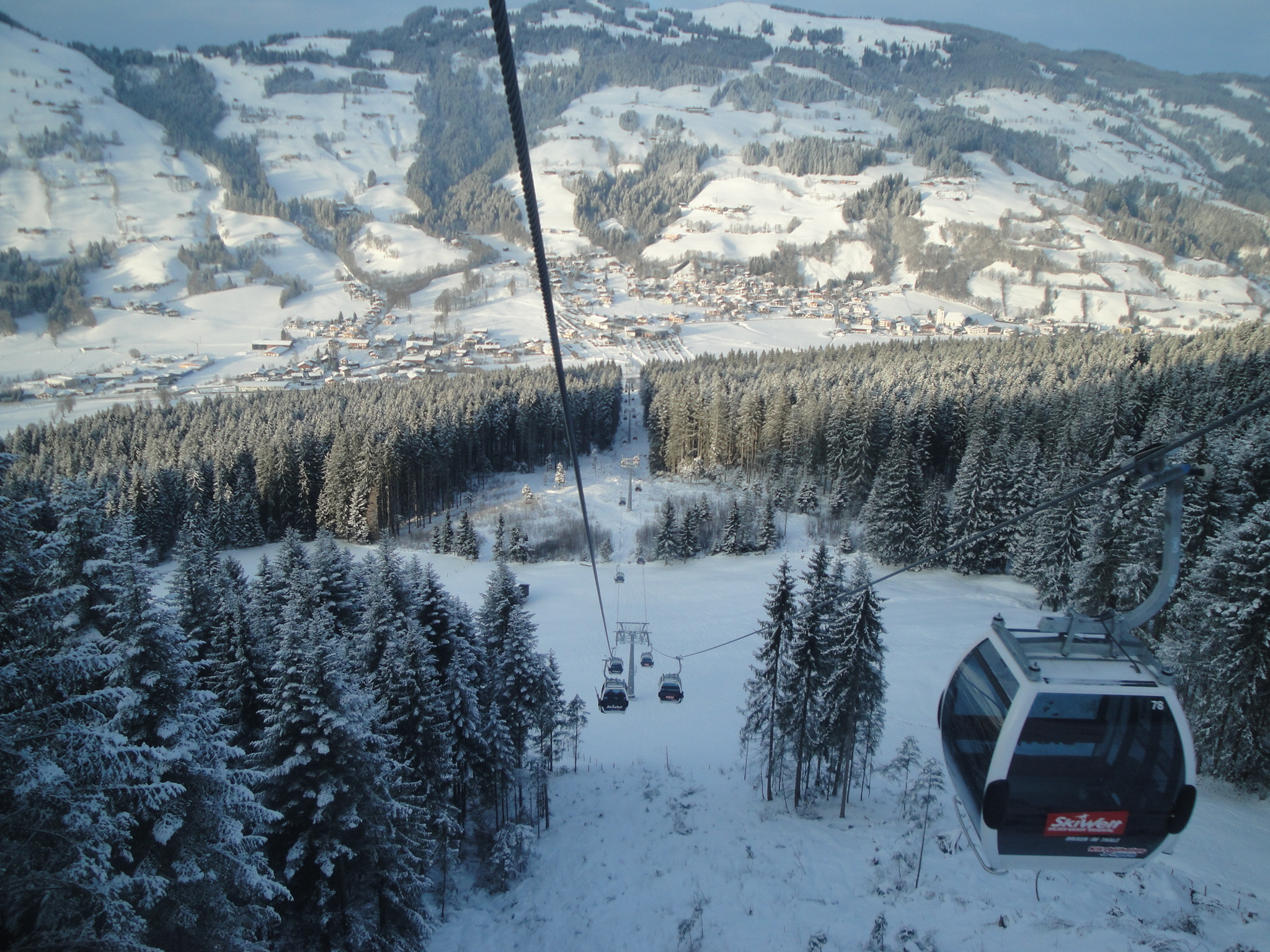
Skiweltbahn (Blick ins Tal)

#### Lifte des Skigebiets
| Eröffnung | Name                  | Typ            | Hersteller | Bemerkung |
| --------- | --------------------- | -------------- | ---------- | --- |
| 1965      | Kandleralmlift        | Schlepplift    | Doppelmayr | 2008 ersatzlos abgetragen |
| 1968      | Schusterbühellift     | Schlepplift    | Doppelmayr | |
| 1970      | Sonnberglift          | 2er Sessellift | Swoboda    | 1986 durch 6er Gondelbahn Hochbrixen ersetzt |
| 1970      | Poldangerlift         | Schlepplift    | Doppelmayr | Ursprünglich als 2-SL mit Kurzbügeln in Betrieb, auf Tellerlift umgerüstet                                                                      |
| 197?      | Zinsberglift          | Schlepplift    | Doppelmayr | 1987 durch 4er Sessellift Zinsberg ersetzt |
| 197?      | Kälberalmlift         | Schlepplift    | Doppelmayr | 1997 durch 6er Sessellift Kälbersalve ersetzt                                                                                                   |
| 197?      | Holzalmlift           | Schlepplift    | Doppelmayr | 2015 ersatzlos abgetragen |
| 197?      | Kreuzlift             | Schlepplift    | Doppelmayr | Lift mit 2 Kurvenstationen, 1997 durch 6er Sessellift Kälbersalve ersetzt                                                                       |
| 1985      | Filzbodenlift         | Schlepplift    | Doppelmayr | 2002 durch 6er Sessellift Filzboden ersetzt. Bis 2002 längster Schlepplift der Skiwelt                                                          |
| 1985      | Jochlift              | Schlepplift    | Doppelmayr | 1995 durch 4er Sessellift Jochbahn ersetzt |
| 1986      | Gondelbahn Hochbrixen | Gondelbahn     | Doppelmayr | damals erste 6er Gondelbahn der Skiwelt |
| 1987      | Zinsbergbahn          | 4er Sessellift | Doppelmayr | 1987 erste kuppelbare 4-er Sesselbahn der Skiwelt und erste Sesselbahn europaweit mit Wetterschutzhaube. 2019 durch Kombibahn Zinsberg ersetzt. |
| 1995      | Jochbahn              | 4er Sessellift | Poma       | 2015 durch 8er Sessellift Jochbahn ersetzt. |
| 1997      | Kälbersalvenbahn      | 6er Sessellift | Doppelmayr | 1997 erste 6er Sessellift der Skiwelt |
| 1997      | Würstelexpress        | Schlepplift    | Doppelmayr | dient nur als Zubringerlift zur Zinsbergbahn |
| 2002      | Filzbodenbahn         | 6er Sessellift | Doppelmayr | bis 2015 längster Sessellift der Skiwelt |
| 2008      | Skiweltbahn           | Gondelbahn     | Doppelmayr | längste Gondelbahn der Skiwelt (3410 m). Verbindet Brixen im Thale mit Westendorf.                                                              |
| 2008      | Sonnenlift            | Seilzuglift    | Doppelmayr | wird mit Photovoltaik betrieben. Dient als Zubringer von Westendorf zur Talstation der Gondelbahnen Skiweltbahn und Hochbrixen                  |
| 2015      | Jochbahn              | 8er Sessellift | Doppelmayr | längster Sessellift der Skiwelt (2002 m). 2015 schnellster Sessellift der Welt (6,0 m/s)!                                                       |
| 2019      | Zinsbergbahn          | Kombibahn      | Doppelmayr | erste Kombibahn der Skiwelt bestehend aus 10er Gondeln und 8er Sessellifte. Auch im Sommer in Betrieb (nur Gondeln).                            |

### Ellmau-Going
Die Ursprünge der Bergbahnen Ellmau gehen auf die Gründung des „Verkehrsvereins Ellmau“ als Körperschaft öffentlichen Rechts am 3. April 1950 durch das Land Tirol zurück. Dieser eröffnete im Januar 1951 den 1er Sessellift Postbauernleiten. Damit waren vier Skiabfahrten und eine Rodelbahn erschlossen.
Am 9. November 1970 wurde von der Gemeinde und einigen Privatleuten die Erschließungsgesellschaft Ellmau m.b.H. mit einem Stammkapital von 160.000 Schilling gegründet. Gesellschaftszweck war die Errichtung und der Unterhalt von Sportanlagen. In der Gesellschafterversammlung wurde die Projektierung einer Standseilbahn auf den Hartkaiser beschlossen. In der Saison 1972/73 konnte die von der Fa. VÖEST erbaute Bahn in Betrieb genommen werden. In der gleichen Saison wurde der Marcherlift, ein Schlepplift, von der Fa. Doppelmayr gebaut.
Seit 1985 sind die Bergbahnen Ellmau im Großraum Wilder Kaiser – Brixen zusammengeschlossen.
Am 28. November 1998 fusionierten die Bergbahnen Ellmau mit der 1967 gegründeten Goinger Seilbahn- und Schilift Gesellschaft m.b.H.
Die Erschließungsgesellschaft wurde 2006 in Bergbahnen Ellmau – Going GmbH & Co. Hartkaiserbahn KG überführt und umbenannt. Der Verkehrsvereins Ellmau brachte die Hartkaiserbahn als Kommanditist ein.
Die Hartkaiserbahn selber wurde im Jahr 2015 durch eine 10er Einseilumlaufbahn von Doppelmayr ersetzt.

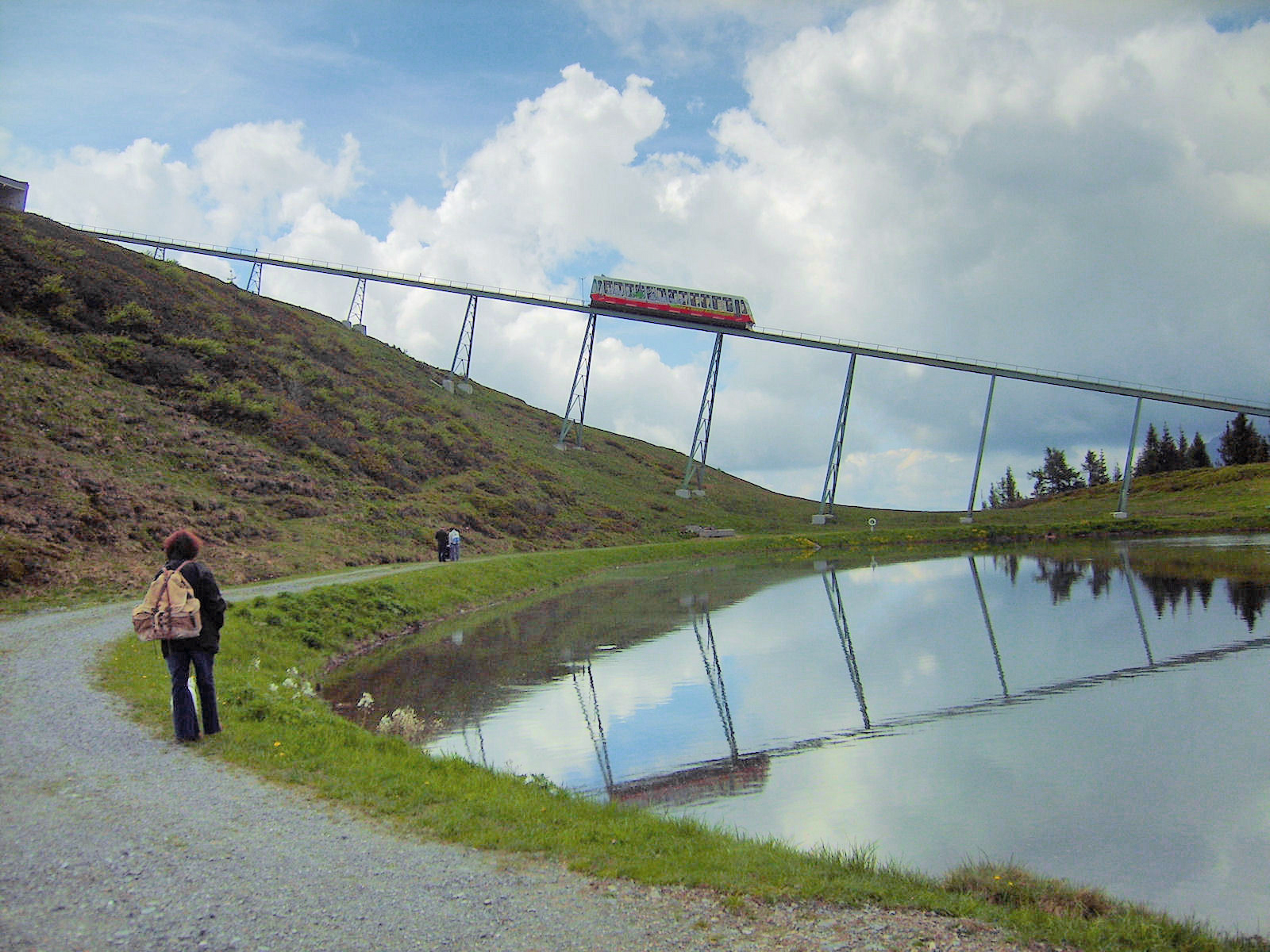
Alte Hartkaiserbahn im Sommer (1972-2015)

#### Lifte des Skigebiets
| Baujahr | Name                 | Typ            | Hersteller    | Bemerkung                                                                                              |
| ------- | -------------------- | -------------- | ------------- | --- |
| 1951    | Postbauernleitenlift | 1er Sessellift |               | erste Liftanlage im Ellmau                                                                             |
| 1964    | Astberglift Going    | 1er Sessellift | Felix Wopfner | 1991 durch die gleichnamige 4er Sesselbahn ersetzt                                                     |
| 196?    | Hochastenlift        | Schlepplift    | Doppelmayr    | 2004 stillgelegt und 2005 ersatzlos abgetragen                                                         |
| 1971    | Vötterstättlift      | Schlepplift    | Doppelmayr    | 2012 umgebaut und in „Vetterstättlift“ umbenannt                                                       |
| 1972    | Hartkaiserbahn       | Standseilbahn  | Voestalpine   | die bis dato einzige Standseilbahn in der Skiwelt. 2015 durch die gleichnamige 10er Gondelbahn ersetzt |
| 1972    | Marcherlift          | Schlepplift    | Doppelmayr    | |
| 197?    | Almlift              | Schlepplift    | Doppelmayr    | 1999 durch den gleichnamigen 6er Sessellift ersetzt                                                    |
| 197?    | Breuerlift           | Schlepplift    | Doppelmayr    | 2002 durch 4er Sessellift Kaiserexpress ersetzt                                                        |
| 197?    | Kögllift             | Schlepplift    | Doppelmayr    | 2000 durch den gleichnamigen 6er Sessellift ersetzt                                                    |
| 197?    | Lanzenberglift       | Schlepplift    | Doppelmayr    | 2011 neugebaut                                                                                         |
| 197?    | Sonnschwendtlift     | Schlepplift    | Doppelmayr    | 2004 durch 4er Sessellift Sonnenlift ersetzt                                                           |
| 1975    | Schmiedalmlift       | Schlepplift    | Doppelmayr    | längster Schlepplift der Skiwelt. 2009 verkürzt.                                                       |
| 1982    | Kirchbichllift       | Schlepplift    | Doppelmayr    | |
| 1984    | Ranhartlift          | Schlepplift    | Doppelmayr    | 2021 stillgelegt und 2022 abgetragen                                                                   |
| 1988    | Hausbergbahn         | 2er Sessellift | Doppelmayr    | 2er Sessellift mit Wetterschutzhauben. Verbindet das Skigebiet Ellmau mit Going                        |
| 1991    | Astbergbahn          | 4er Sessellift | Doppelmayr    | |
| 1999    | Almbahn              | 6er Sessellift | Doppelmayr    | |
| 2000    | Köglbahn             | 6er Sessellift | Doppelmayr    | |
| 2000    | Tanzbodenlift        | Schlepplift    | Doppelmayr    | der alte Kögllift wurde hierfür verwendet. 2006 durch den gleichnamigen 6er Sessellift ersetzt.        |
| 2002    | Kaiserexpress        | 4er Sessellift | Doppelmayr    | |
| 2006    | Tanzbodenbahn        | 6er Sessellift | Doppelmayr    | erster Sessellift in der Skiwelt mit Sitzheizung                                                       |
| 2009    | Ellmi's 6er          | 6er Sessellift | Doppelmayr    | |
| 2011    | Lanzenberglift       | Schlepplift    | Doppelmayr    | |
| 2015    | Hartkaiserbahn       | Gondelbahn     | Doppelmayr    | besitzt eine Mittelstation nur für die Bergfahrt                                                       |

### Hochsöll
Eine GmbH wurde erstmals 1959 gegründet und gleichzeitig der erste Schlepplift (Angeralmlift) erbaut. Im Jahr 1965 wurde der 1er Sessellift Söll-Hochsöll erbaut. In den darauf folgenden Jahren wurden mehrere Schlepplifte erbaut: 1966 Salvenmooslift, 1967 der Knollenlift, 1968 der Stöckllift und 1972 der Rinnerlift. Im Jahr 1970 wurde der 1er Sessellift Hohe Salve erbaut. All diese Seilbahnen wurden von der Firma Swoboda erbaut. Parallel zum 1er Sessellift Söll Hochsöll wurde 1975 ein 2er Sessellift wiederum von der Firma Swoboda erbaut. 1978 wurde der Schlepplift Grundried erbaut. Mit dem Bau der Seilbahn Söll, der 3er Sesselbahn Silleralm und dem Bau des Filzbodenliftes in Brixen im Jahr 1985, gibt es seit damals eine direkte Verbindung von Söll über Brixen nach Scheffau. Heute erstrecken sich von Söll auf die Hohe Salve eine 10er Gondelbahn (Hexenwasserbahn) und eine 8er Gondelbahn (Gondelbahn Hohe Salve). Die Gondelbahn Hohe Salve ersetzte ab 2000 den bisherigen 1er Sessellift. Die 2020 erbaute Hexenwasserbahn ersetzte die Gondelbahn Hochsöll, welche beim Bau 1988 die erste 8er Einseilumlaufbahn Europas war. Diese ersetzte damals die, oben genannten, parallel verlaufenden 1er- und 2er Sessellifte.

#### Lifte des Skigebiets
| Eröffnung   | Name                            | Typ            | Hersteller   | Bemerkung |
| ----------- | ------------------------------- | -------------- | ------------ | --- |
| 1959        | Angeralmlift                    | Schlepplift    | Stemag       | erste Liftanlage im Skigebiet Söll |
| 1965        | Sessellift Hochsöll             | 1er Sessellift | Swoboda      | 1988 durch 8er Gondelbahn Hochsöll ersetzt |
| 1965        | Schilift Hochsöll               | Schlepplift    | Swoboda      | 1995 durch 4er Sessellift Keat ersetzt |
| 1966        | Salvenmooslift                  | Schlepplift    | Swoboda      | 1988 durch 2er Sessellift Salvenmoos ersetzt |
| 1967        | Knollenlift                     | Schlepplift    | Swoboda      | 1995 neugebaut |
| 1968        | Stöckllift                      | Schlepplift    | Swoboda      | 1988 durch 4er Sessellift Stöckl ersetzt |
| 1970        | Sessellift Hohe Salve           | 1er Sessellift | Swoboda      | 2000 durch 8er Gondelbahn Hohe Salve ersetzt |
| 1972        | Rinnerlift                      | Schlepplift    | Swoboda      | 1995 durch 4er Sessellift Rinner ersetzt |
| 1975        | Sessellift Hochsöll             | 2er Sessellift | Swoboda      | verlief parallel zum gleichnamigen 1er Sessellift. 1988 durch 8er Gondelbahn Hochsöll ersetzt |
| 1978        | Grundriedlift                   | Schlepplift    | Swoboda      | 2004 durch 6er Sessellift Hexen6er ersetzt |
| 1985        | Seilbahn Söll                   | Pendelbahn     | Waagner-Biro | bis dato einzige Seilbahn der Skiwelt. 2005 ersatzlos abgetragen |
| 1985        | Silleralmbahn                   | 3er Sessellift | Swoboda      | 2008 durch 6er Sessellift Siller-Keat ersetzt |
| 1988        | Gondelbahn Hochsöll             | Gondelbahn     | Doppelmayr   | War 1988 die erste 8er Einseilumlaufbahn Europas. Der Formel-1-Pilot Gerhard Berger erhielt seine eigene VIP-Gondel, die sogenannte „Berger-Gondel“, welche von den Gästen für einen exklusiven Abend angemietet werden konnte. 2020 durch 10er Gondelbahn Hexenwasser ersetzt |
| 1988        | Salvenmoosbahn                  | 2er Sessellift | SSG          | 2016 durch 10er Gondelbahn „Hans im Glück“ ersetzt |
| 1988        | Stöcklbahn                      | 4er Sessellift | Doppelmayr   | wurde 2012 verkürzt und mit einer Kindersicherung ausgestattet. 2015: Austausch der Sessel, es wurden die alten Sessel von der Keatbahn verwendet. |
| 1995        | Keatbahn                        | 4er Sessellift | Doppelmayr   | Kuppelbarer 4er Sessellift. Erste Anlage mit einem 90-Grad Ausstieg in der SkiWelt. Hat 2015 neue Sessel mit Wetterschutzhauben und Sitzheizung bekommen. Verbindet seit 2005 Söll mit dem Skigebiet Brixen.                                                                   |
| 1995        | Knollenlift                     | Schlepplift    | Garaventa    | Zubringer zur Gondelbahn auf der Übungswiese. Der alte Rinner-Schlepper wurde als neuer Knolln-Schlepplift wieder aufgebaut, allerdings erhielt er neue Teller-Gehänge. |
| 1995        | Rinnerbahn                      | 4er Sessellift | Doppelmayr   | |
| 2000        | Gondelbahn Hohe Salve           | Gondelbahn     | Doppelmayr   | |
| 2004        | Hexen6er (Grundriedbahn)        | 6er Sessellift | Doppelmayr   | mit Wetterschutzhaube ausgestattet. Außerdem besitzen die Sessel seit 2016 eine Sitzheizung. Besitzt einen 90-Grad Ausstieg. |
| 2008        | Siller-Keat Bahn                | 6er Sessellift | Doppelmayr   | mit Wetterschutzhaube und Sitzheizung ausgestattet. Besitzt einen 90-Grad Ausstieg. |
| 2016        | Hans im Glück Bahn (Salvenmoos) | Gondelbahn     | Doppelmayr   | nur 450 Meter lang |
| 2019 - 2020 | Hexenwasserbahn                 | Gondelbahn     | Doppelmayr   | in jeder Gondelbahn werden Geschichten erzählt. |

### Hopfgarten-Itter-Kelchsau
Erstmals wurde 1946 im Hopfgartener Gemeinderat über die Erschließung der Hohen Salve mit einer Aufstiegshilfe diskutiert. 1947 wurde die Bergbahn als Ges.m.b.H. mit einem Stammkapital von 494.000 öS gegründet. 1949 wurde die zum damaligen Zeitpunkt dritte Seilbahnanlage Tirols in Betrieb genommen. Sie war mit 2830 m auch der längste Sessellift in Europa.
1985 fusionierte die Bergbahn Hopfgarten mit der Schilift Itter Ges.m.b.H. im Verhältnis 72:28. 1991 wurden die Liftanlagen Kelchsau aufgekauft und in den Namen der Gesellschaft aufgenommen.
Infolge schwieriger Winter bzw. der hohen Investitionskosten kam die Gesellschaft 1963 in finanzielle Schwierigkeiten bzw. 1997 in Insolvenz.
2008 waren an ihr über 200 Gesellschafter beteiligt.
Im Jahr 2004 wurde mit der ersten Sektion von Hopfgarten hinauf zur Mittelstation die erste Gondelbahn des Ortes in Betrieb genommen. Im Jahr 2008 erfolgte die Erschließung des Gipfels der Hohen Salve, 1.829 m mit der damals modernsten Gondelbahn (8EUB) der SkiWelt Wilder Kaiser-Brixental.
Die Lifte in der Kelchsau sind als einzige nur über eine Skibusverbindung an den Skigroßraum der SkiWelt angebunden. Diese Lifte waren in der Saison 2020/2021 letztmals in Betrieb. Im Oktober 2022 wurde bekannt, dass das Skigebiet mit den drei verbliebenen Liften, der 2er Sessellift Hofstatt, sowie der Schlepplifte Hagermoos und Hagerjoch bis 2023 aus wirtschaftlichen Gründen geschlossen und die Lifte abgetragen werden sollen.

#### Lifte des Skigebiets
| Eröffnung   | Name                       | Typ            | Hersteller     | Investitionskosten                                    | Bemerkung |
| ----------- | -------------------------- | -------------- | -------------- | ----------------------------------------------------- | --- |
| 1949        | Hohe Salve                 | Sessellift     | Raspe, Jenbach | 1,1 Mio. öS                                           | 1954 durch Lawine schwer beschädigt                                                                                            |
| 1955        | Hohe Salve I               | 1er Sessellift | Felix Wopfner  | 1,1 Mio. öS (geplant)                                 | Kosten für Sektion I+II: 4,8 Mio. öS                                                                                           |
| 1955        | Hohe Salve II              | 1er Sessellift | Felix Wopfner  | 1,55 Mio. öS (geplant)                                | Kosten für Sektion I+II: 4,8 Mio. öS                                                                                           |
| 1959        | Gipfellift                 | Schlepplift    | Doppelmayr     |                                                       | 1988 durch 4er Sessellift Rigibahn ersetzt                                                                                     |
| 1961        | Kasbichllift               | Schlepplift    | Doppelmayr     |                                                       | 1986 durch 2er Sessellift Kasbichl ersetzt                                                                                     |
| 1970        | Hohe Salve III             | 1er Sessellift | Felix Wopfner  | 4–4,5 Mio. öS                                         | 2008 durch 8er Gondelbahn Salvenbahn II ersetzt                                                                                |
| 1972        | Hofstattbahn               | 2er Sessellift | Doppelmayr     |                                                       | 2021 stillgelegt und zwischen 2023 und 2024 abgetragen                                                                         |
| 1973        | Hagermooslift              | Schlepplift    | Doppelmayr     |                                                       | 2021 stillgelegt und zwischen 2023 und 2024 abgetragen                                                                         |
| 1976        | Hagerjochlift              | Schlepplift    | Doppelmayr     |                                                       | 2021 stillgelegt und zwischen 2023 und 2024 abgetragen                                                                         |
| 1976        | Hohe Salve I               | 2er Sessellift | Doppelmayr     | 850.000 öS                                            | 2004 durch 8er Gondelbahn Salvenbahn I ersetzt                                                                                 |
| 1977        | Schernthannbahn            | 2er Sessellift | Doppelmayr     |                                                       | 2015 durch 6er Sesselbahn Schernthann ersetzt                                                                                  |
| 1977        | Foischinglift              | Schlepplift    | Doppelmayr     |                                                       | Verbindung zum Skigebiet Wilder Kaiser Brixental, 2000 durch 8er Sessellift Foisching ersetzt                                  |
| 1983        | Hohe Salve II              | 3er Sessellift | Doppelmayr     | 22 Mio. öS                                            | Seit dem Bau der Salvenbahn II und dem Abbruch des 1er Sessellift Hohe Salve III 2008, heißt der 3er Sessellift „Hohe Salve I“ |
| 1986        | Itter-Kraftalm             | 2er Sessellift | Doppelmayr     |                                                       | 1989 zur 4er Gondelbahn Salvista umgebaut                                                                                      |
| 1986        | Kasbichlbahn               | 2er Sessellift | Doppelmayr     |                                                       | |
| 1988        | Rigibahn                   | 4er Sessellift | Doppelmayr     | 60 Mio. öS (geplant, für Itter-Kraftalm und Rigibahn) | |
| 1989        | Salvista Gondelbahn        | Gondelbahn     | Doppelmayr     | 30 Mio. öS                                            | 2020 durch 10er Gondelbahn Salvista ersetzt                                                                                    |
| 2000        | Foischingbahn              | 8er Sessellift | Doppelmayr     |                                                       | |
| 2004        | Salvenbahn I               | Gondelbahn     | Doppelmayr     |                                                       | |
| 2008        | Salvenbahn II              | Gondelbahn     | Doppelmayr     |                                                       | |
| 2015        | Schernthannbahn            | 6er Sessellift | Leitner        |                                                       | |
| 2019 - 2020 | Salvistabahn 1+2           | Gondelbahn     | Doppelmayr     | 24 Mio. €                                             | 2 Sektionen |
| 2023        | Tellerschlepplift Salvista | Schlepplift    | Doppelmayr     |                                                       | |

Quelle

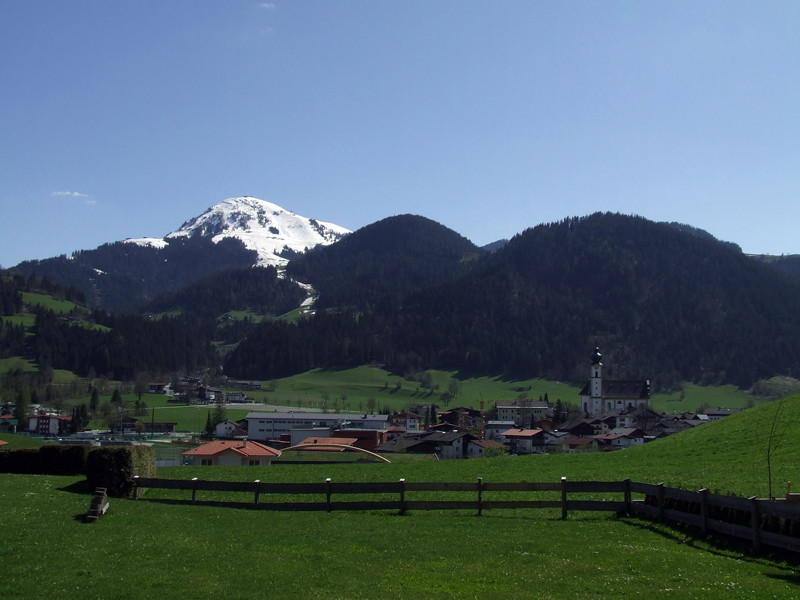
Hohe Salve (schneebedeckt) von Söll aus gesehen (Nordseite)
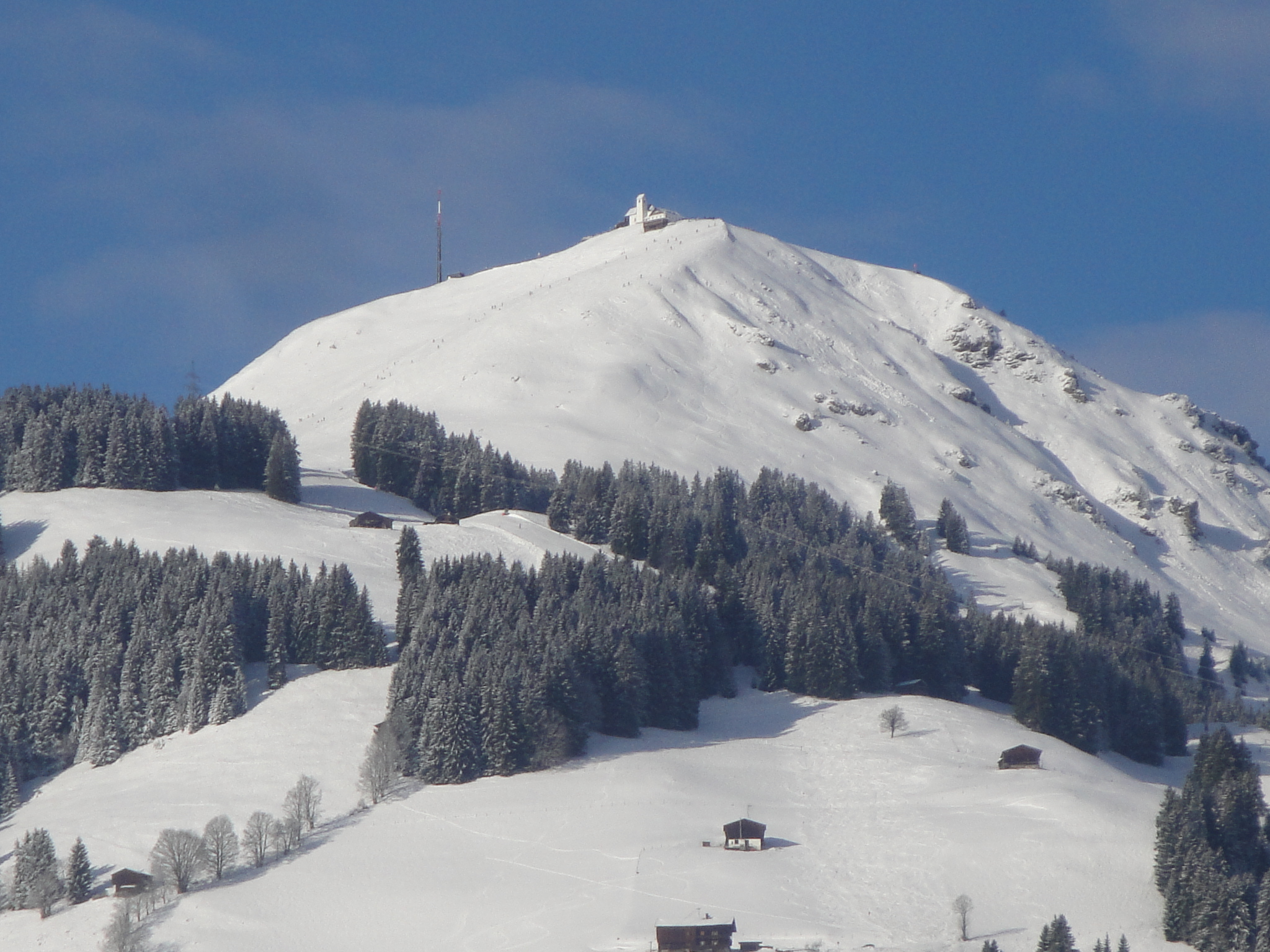
Hohe Salve (schneebedeckt) von Brixen aus gesehen (Südseite)
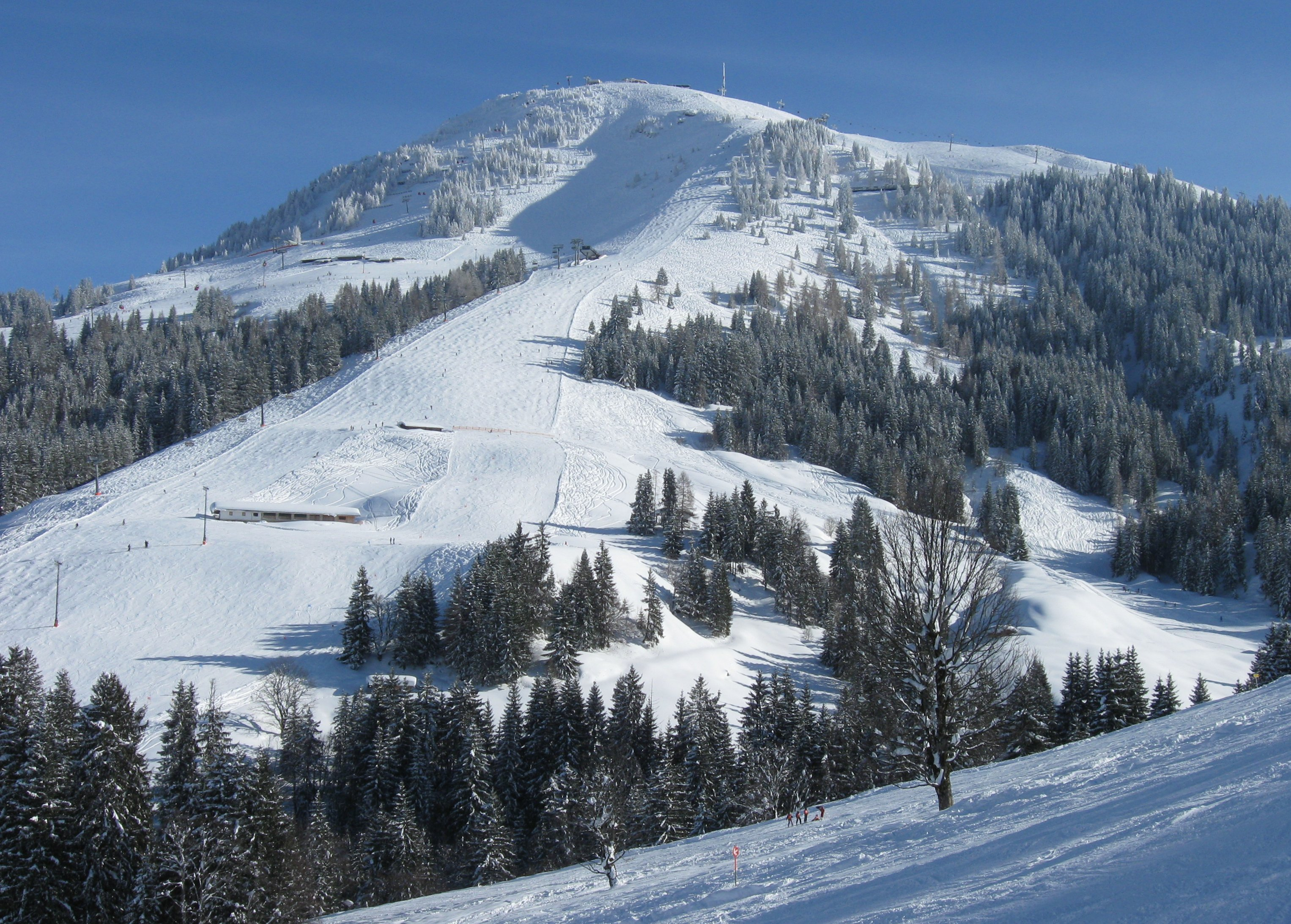
Der Nordhang des Berges im Winter
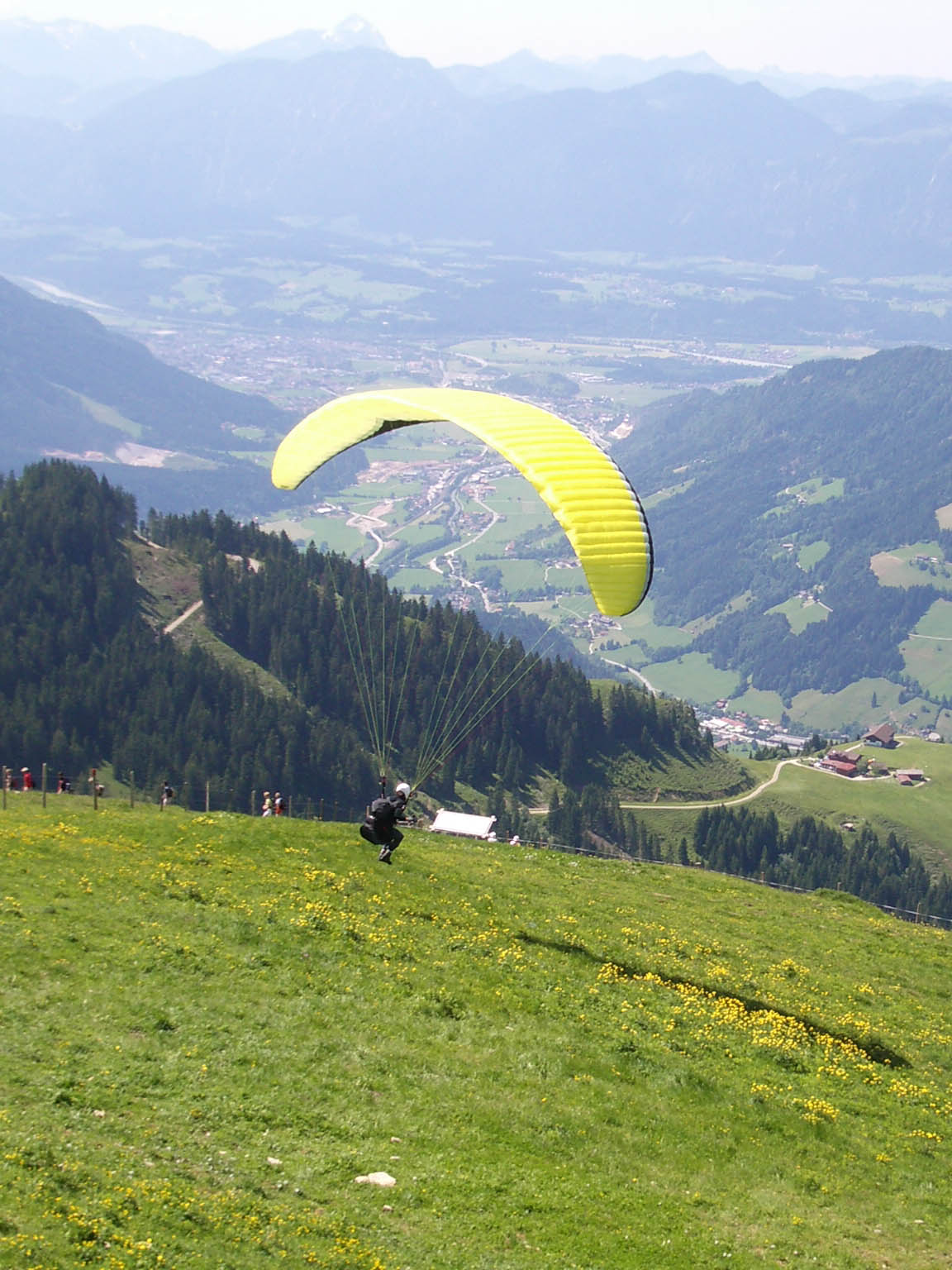
Start eines Paragliders von der Hohen Salve
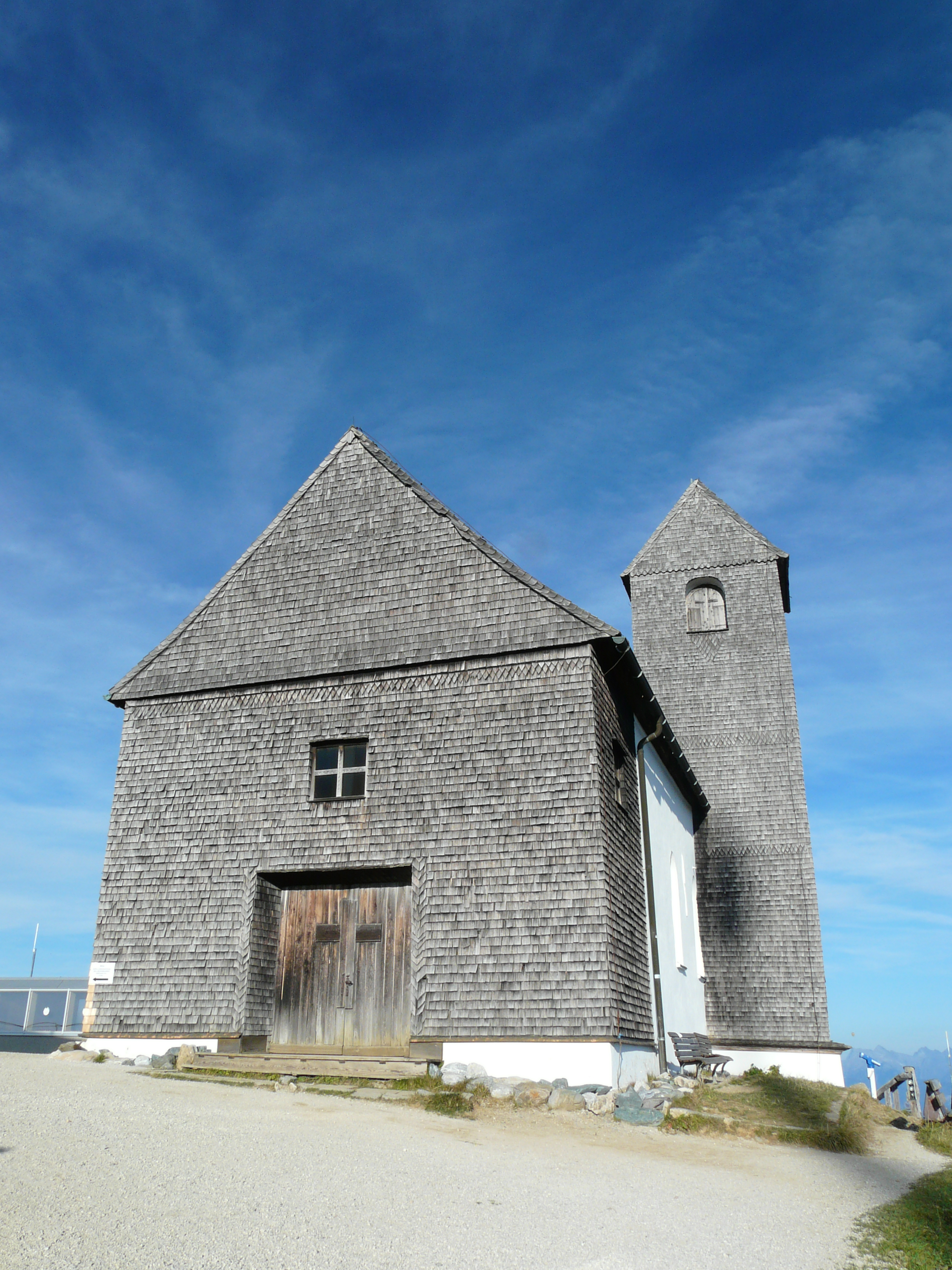
Beliebtes Ziel im Sommer (Kapelle auf Hoher Salve)

### Scheffau
Die Bergbahnen Scheffau wurden 1962 gegründet. Sie sind das Bindeglied zwischen den Bahnen Ellmau und Goings im Osten und dem Gebiet Hohe Salve und Brixen im Westen bzw. Süden. Sie macht einen Jahresumsatz von 11,58 Mio. Euro.
Im Winter befindet sich am Südhang eine Amateur-Rennstrecke, die die Fahrt auf Video aufzeichnet. Dieses kann im Internet abgerufen werden.
Für die Sommersaison wurde zwischen der Bergstation und dem Gasthof Brandstadl die KaiserWelt Scheffau angelegt. Dabei handelt es sich um themenbezogene Rundwege und für Kinder in die Umgebung eingefügte Spielplätze, bzw. Baumhäuser.

#### Lifte des Skigebiets
| Eröffnung | Name                  | Typ             | Hersteller | Investitionskosten | Bemerkung |
| --------- | --------------------- | --------------- | ---------- | ------------------ | --- |
| 1962      | Siegelsberglift       | Schlepplift     | Swoboda    | 451.000 öS         | 2002 ersatzlos abgetragen |
| 1972      | Brandstadlbahn I      | 2er Sessellift  | Swoboda    |                    | 2002 durch Gondelbahn Brandstadl I ersetzt |
| 1972      | Brandstadlbahn II     | 2er Sessellift  | Swoboda    |                    | 2002 durch Gondelbahn Brandstadl II ersetzt |
| 1972      | Osthanglift I         | Schlepplift     | Swoboda    |                    | 1988 durch 4er Sessellift Osthang ersetzt |
| 1972      | Eiberglift I          | Schlepplift     | Swoboda    |                    | 1992 durch 4er Sessellift Eiberg I ersetzt |
| 1973      | Aualmlift             | Schlepplift     | Swoboda    |                    | 1989 durch 4er Sessellift Aualm ersetzt |
| 1975      | Südlift               | Schlepplift     | Swoboda    |                    | 1999 durch 6er Sessellift Südhang ersetzt |
| 1975      | Weißachlift           | Schlepplift     | Swoboda    |                    | 2005 durch 6er Sessellift Kummereralm ersetzt |
| 1980      | Osthanglift II        | Schlepplift     | Doppelmayr |                    | 1988 durch 4er Sessellift Osthang ersetzt |
| 1980      | Eiberglift II         | Schlepplift     | Doppelmayr |                    | 1992 durch 4er Sessellift Eiberg II ersetzt |
| 1982      | Muldenlift            | Schlepplift     | Doppelmayr |                    | 1998 durch 4er Sessellift Muldenbahn ersetzt |
| 1984      | Brandstadlbahn        | Gondelbahn      | Doppelmayr | 80 Mio. öS         | 1990 wurden einige Gondeln durch starke Windböen auf dem Boden geschleudert - 1 Mensch starb                                                                        |
| 1987      | Hochalmlift           | Schlepplift     | Doppelmayr |                    | ersatzlos abgetragen und 2025 in Thiersee wiederaufgebaut |
| 1988      | Osthangbahn           | 4er Sessellift  | Doppelmayr |                    | 2010 durch 8er Sessellift Osthang ersetzt |
| 1988      | Ostlift               | Schlepplift     | Doppelmayr |                    | |
| 1989      | Aualmbahn             | 4er Sessellift  | Doppelmayr |                    | Kuppelbarer 4er Sessellift mit Wetterschutzhaube. 2014 durch 8er Sessellift Aualm ersetzt                                                                           |
| 1992      | Eibergbahnen I und II | 4er Sessellifte | Doppelmayr |                    | Die Sesselbahnen wurden mittels jeweils einer Stütze mit gemeinsamen Querhaupt ausgeführt - eine damalige Weltneuheit; 2024 durch 8er Sessellift Eibergbahn ersetzt |
| 1998      | Muldenbahn            | 4er Sessellift  | Doppelmayr | 310.000 öS         | |
| 1999      | Südhangbahn           | 6er Sessellift  | Doppelmayr |                    | |
| 2002      | Brandstadlbahn I      | Gondelbahn      | Doppelmayr |                    | |
| 2002      | Brandstadlbahn II     | Gondelbahn      | Doppelmayr |                    | |
| 2005      | Kummereralmbahn       | 6er Sessellift  | Doppelmayr |                    | |
| 2010      | Osthangbahn           | 8er Sessellift  | Doppelmayr |                    | Kuppelbare 8er Sesselbahn mit Kindersicherung, Sitzheizung, Hubpodest und selbst verriegelnde- und öffnende Schließbügel                                            |
| 2014      | Aualmbahn             | 8er Sessellift  | Doppelmayr | 10 Mio. €          | Kuppelbare 8er Sesselbahn mit Förderbandeinstieg, Sitzheizung, Wetterhaube und selbst öffnender Schließbügel                                                        |
| 2024      | Eibergbahn            | 8er Sessellift  | Doppelmayr | 15 Mio. €          | Kuppelbare 8er Sesselbahn mit Sitzheizung; Beförderungsstärkste Sesselbahn der Welt                                                                                 |

### Westendorf
Die Bergbahnen wurden am 8. August 1946 gegründet. Der erste Sessellift führte vom Tal bis zur Alpenrosenhütte auf der Choralpe (⊙) am Nachtsöllberg (1886 m) und war der mit einer Länge von 2205 m damals der längste Skilift Österreichs.
1969 wurden diese beiden Sessellifte mit neuer Mittelstation neugebaut. In den 1970er-Jahren wurde das Skigebiet durch einige Sessellifte und Schlepplifte erweitert. 1987 wurde von Westendorf eine moderne 6er-Einseilumlaufbahn mit Mittelstation zum Talkaser gebaut. 2005 wurde mit einer 8er-Einseilumlaufbahn von Aschau auf den Gampenkogel (1957 m) die Verbindung ins Spertental hergestellt. Drei Jahre später wurde auch Brixen im Thale mit der Skiweltbahn, einer 8er-Einseilumlaufbahn, an die Choralpe angeschlossen.
Die Gesellschaft hat 135 Gesellschafter. Der Wirtschaftsfaktor für die Region wird mit dem 50-fachen des Jahresumsatzes angegeben.
Im Sommer ist die Choralpe ein beliebter Startplatz für Paraglider. Seit 2011 befindet sich auf der Choralpe auch das Alpinolino Westendorf. Dabei handelt es sich um einen 1,5 km langen Naturlehrpfad mit Erlebnischarakter, der sich vor allem an Kinder und Familien richtet.
| Eröffnung | Name                    | Typ                                | Hersteller      | Bemerkung |
| --------- | ----------------------- | ---------------------------------- | --------------- | --- |
| 1947      | Berglift Alpenrose      | 1er Sesselbahn                     | Pohlig          | 1969 durch 1er Sessellifte Alpenrose ersetzt                                                                                                  |
|           | Schneeberglift 1        | Schlepplift                        | Swoboda         | 2003 durch 4er Sessellift Schneeberg ersetzt                                                                                                  |
|           | Schneeberglift 2        | Schlepplift                        | Swoboda         | 2003 durch 4er Sessellift Schneeberg ersetzt                                                                                                  |
|           | Bichlinglift            | Schlepplift                        |                 | 1999 ersatzlos abgetragen |
| 1954      | Stricklift              | Schlepplift                        | Stemag          | ersatzlos abgetragen |
| 1958      | Ziepllift               | Schlepplift                        | Swoboda         | 2017 stillgelegt, 2018 ersatzlos abgetragen                                                                                                   |
| 1969      | Sessellift Alpenrose I  | 1er Sesselbahn                     | Swoboda         | 1987 durch 6er Gondelbahn Alpenrose I ersetzt                                                                                                 |
| 1969      | Sessellift Alpenrose II | 1er Sesselbahn                     | Swoboda         | Nach dem Bau der Alpenrosenbahn 1987 nur noch als Sessellift Alpenrose bekannt. 2008 durch 8er Gondelbahn Choralm ersetzt.                    |
| 1969      | Talkaserlift            | Schlepplift                        | Swoboda         | 1989 durch 4er Sessellift Talkaser ersetzt |
| 1972      | Sessellift Alpenrose 1B | 1er Sesselbahn                     | Felix Wopfner   | 1987 durch 6er Gondelbahn Alpenrose II ersetzt                                                                                                |
| 1972      | Laubkogellift           | Schlepplift                        | Doppelmayr      | bis zum Neubau 2018: Tal-Berg-Tal Lift |
| 1975      | Fleidinglift            | 1er Sesselbahn                     | Swoboda         | 1983 durch 3er Sessellift Fleiding ersetzt |
| 1978      | Choralpe                | 1er Sesselbahn                     | Swoboda         | 2009 ersatzlos abgetragen |
| 1982      | Gampenkogellift         | Schlepplift                        | Doppelmayr      | 2001 durch 4er Sessellift Gampenkogel ersetzt                                                                                                 |
| 1982      | Windauberglift          | Schlepplift                        | Doppelmayr      | 2001 durch 4er Sessellift Windauberg ersetzt                                                                                                  |
| 1983      | Fleidingbahn            | 3er Sesselbahn                     | Swoboda         | 1993 wurde im Bereich der Fleidingalm (8-9 Zwischenstütze) eine Zwischeneinstiegsstelle errichtet. 2019 durch 8er Sesselbahn Fleiding ersetzt |
| 1987      | Alpenrosenbahn I        | 6er Einseilumlaufbahn (Gondelbahn) | Doppelmayr      | |
| 1987      | Alpenrosenbahn II       | 6er Einseilumlaufbahn (Gondelbahn) | Doppelmayr      | |
| 1989      | Talkaserbahn            | 4er Sesselbahn                     | SSG             | |
| 2001      | Windaubergbahn          | 4er Sesselbahn                     | Girak-Garaventa | |
| 2001      | Gampenkogelbahn         | 4er Sesselbahn                     | Girak-Garaventa | |
| 2003      | Schneebergbahn          | 4er Sesselbahn                     | Doppelmayr      | |
| 2005      | Ki-West-Bahn            | 8er Einseilumlaufbahn (Gondelbahn) | Doppelmayr      | |
| 2008      | Choralmbahn             | 8er Einseilumlaufbahn (Gondelbahn) | Doppelmayr      | besitzt eine Mittelstation nur für die Bergfahrt                                                                                              |
| 2018      | Laubkogellift           | Tellerlift                         | Doppelmayr      | |
| 2019      | Fleidingbahn            | 8er Sesselbahn                     | Doppelmayr      | |

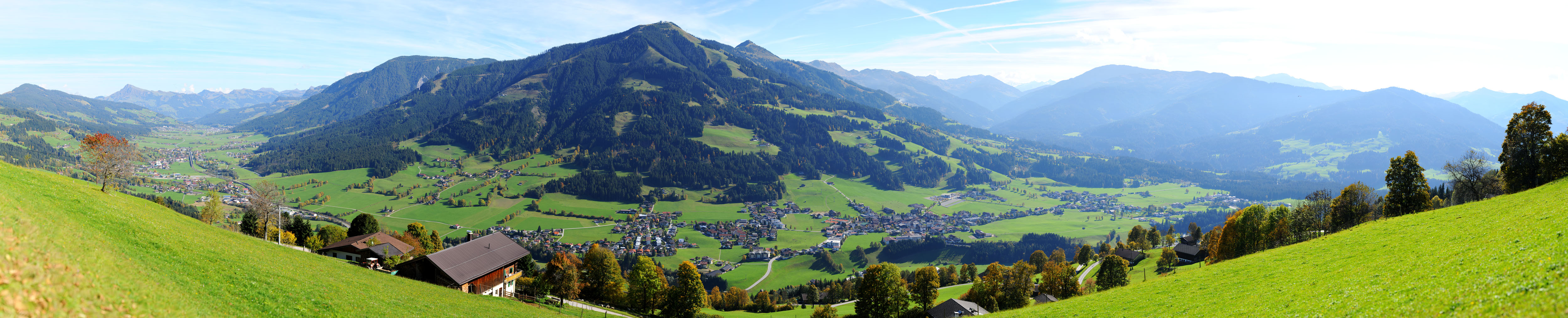
Brixental mit gegenüberliegender Choralpe
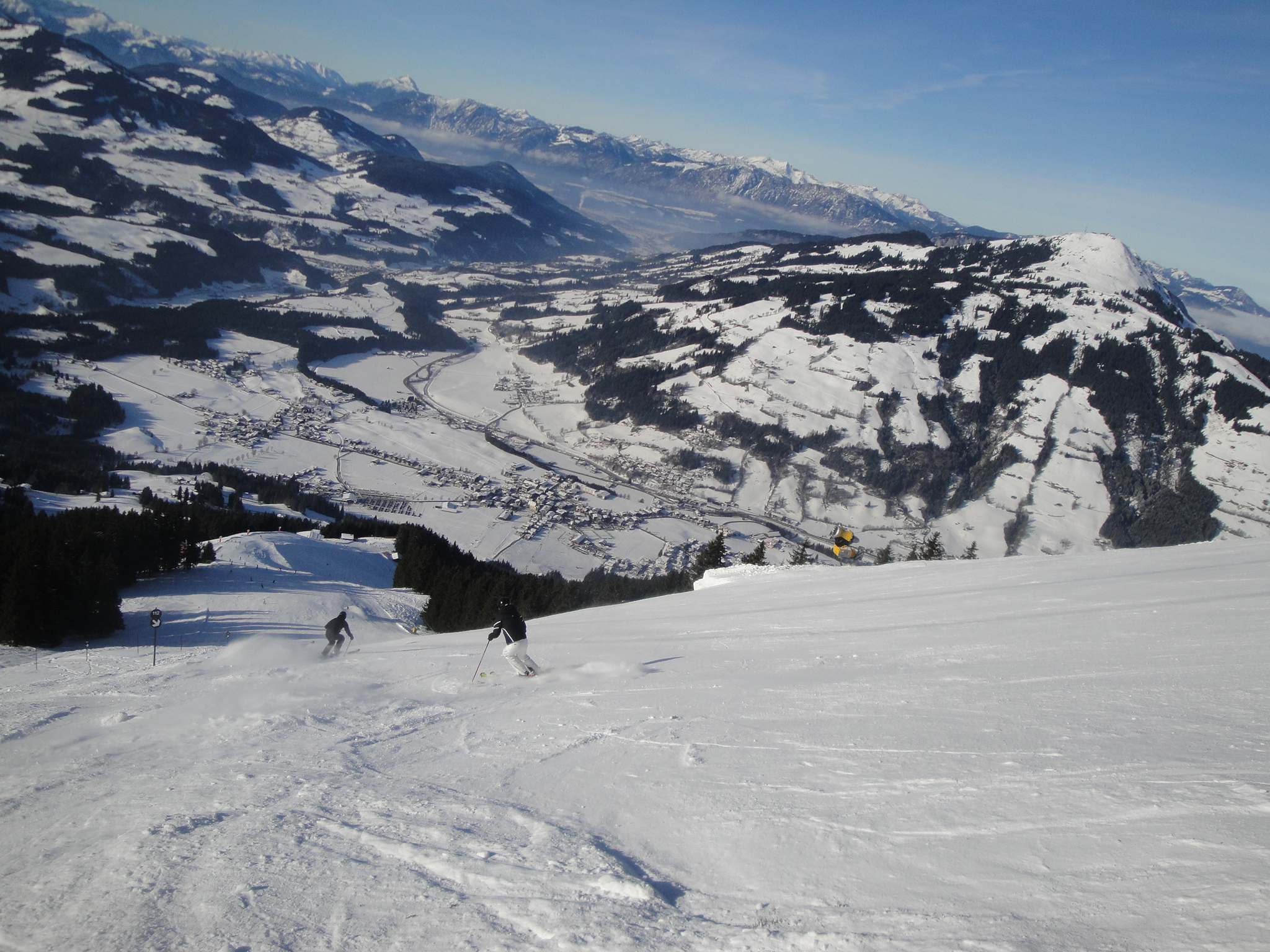
Piste „112 Alpe Seite“
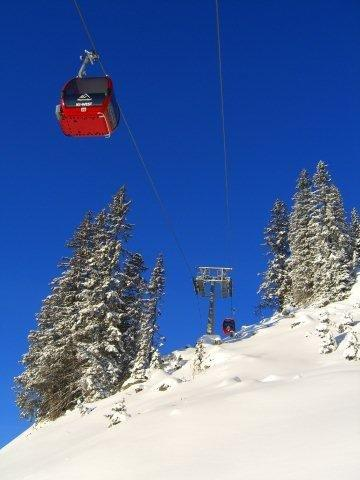
Ki-West (Westendorf)

## Liste aller Skilifte der Skiwelt
| Nummer des Liftes | Name                       | Typ            | Skigebiet       | Baujahr     | Bemerkung |
| ----------------- | -------------------------- | -------------- | --------------- | ----------- | --- |
| 1                 | Gondelbahn Hochbrixen      | Gondelbahn     | Brixen im Thale | 1986        | früher 2er Sessellift Sonnberg (1970 - 1986)                                                                                      |
| 2                 | Kälbersalvenbahn           | 6er Sessellift | Brixen im Thale | 1997        | früher Schlepplift Kälberalm |
| 3                 | Zinsbergbahn               | Kombibahn      | Brixen im Thale | 2019        | Kombibahn bestehend aus 8er Sesseln und 10er Gondeln; früher 4er Sessellift Zinsberg                                              |
| 4                 | Poldangerlift              | Schlepplift    | Brixen im Thale | 1970        | Ursprünglich als 2-SL mit Kurzbügeln in Betrieb, auf Tellerlift umgerüstet                                                        |
| 5                 | Holzalmlift                | Schlepplift    | Brixen im Thale | 197?        | 2015 ersatzlos abgetragen |
| 6                 | Jochbahn                   | 8er Sesselbahn | Brixen im Thale | 2015        | Längster Sessellift der Skiwelt (2000 Meter), früher Schlepplift Jochlift und 4er Sessellift Jochbahn                             |
| 7                 | Filzbodenbahn              | 6er Sessellift | Brixen im Thale | 2002        | bis 2015 längster Sessellift der Skiwelt, früher Schlepplift Filzboden                                                            |
| 8                 | Würstelexpress             | Schlepplift    | Brixen im Thale | 1997        | früher Schlepplift Kreuzlift |
| 9                 | Übungslift Hochbrixen      | Förderband     | Brixen im Thale | 1999        | früher Hofer Übungslift |
| 10                | Skischullift Hochbrixen    | Förderband     | Brixen im Thale | 2002        | |
| 11                | Skiweltbahn                | Gondelbahn     | Brixen im Thale | 2008        | längste Seilbahn der Skiwelt (3410 Meter)                                                                                         |
| 12                | Sonnenlift                 | Schlepplift    | Brixen im Thale | 2008        | wird mit Photovoltaik betrieben                                                                                                   |
| 16                | Kandleralmlift             | Schlepplift    | Brixen im Thale | 1965        | 2008 ersatzlos abgetragen |
| 17                | Schusterbühellift          | Schlepplift    | Brixen im Thale | 1968        | |
| 18                | Sonnenband                 | Förderband     | Brixen im Thale | 2008        | früher Badhauslift (Abgetragen 2005)                                                                                              |
| 19                | Skischullift               | Schlepplift    | Brixen im Thale | 19??        | 2002 abgetragen (Nachfolger: Skischullift Hochbrixen)                                                                             |
| 20                | Salvenbahn I               | Gondelbahn     | Hopfgarten      | 2005        | früher 2er Sessellift Hohe Salve I (Abgetragen 2005)                                                                              |
| 21                | Hohe Salve II              | 3er Sessellift | Hopfgarten      | 1983        | seit dem Bau der Salvenbahn II und Abbruch des Sesselliftes Hohe Salve III 2008 heißt der Sessellift Hohe Salve I                 |
| 22                | Salvenbahn II              | Gondelbahn     | Hopfgarten      | 2008        | früher 1er Sessellift Hohe Salve III (1970 - 2008)                                                                                |
| 23                | Rigibahn                   | 4er Sessellift | Hopfgarten      | 1988        | früher Gipfelschlepplift (1959 - 1988)                                                                                            |
| 24                | Schernthannbahn            | 6er Sessellift | Hopfgarten      | 2015        | früher 2er Sessellift Schernthann (1977 - 2015)                                                                                   |
| 25                | Foischingbahn              | 8er Sesselbahn | Hopfgarten      | 2000        | früher Schlepplift Foischinglift (1977 - 2000)                                                                                    |
| 27                | Mödlingerwieslift          | Schlepplift    | Hopfgarten      | 19??        | 2005 ersatzlos abgetragen |
| 27a               | Zauberteppich Högerfeld    | Förderband     | Hopfgarten      | 20??        | |
| 27b               | Zauberteppich Bodenschmied | Förderband     | Hopfgarten      | 20??        | |
| 30                | Salvistabahn Itter         | Gondelbahn     | Itter           | 2019 - 2020 | früher 4er Gondelbahn Itter (1989 - 2020)                                                                                         |
| 31                | Kasbichlbahn               | 2er Sessellift | Itter           | 1986        | früher Schlepplift Kasbichl (1961 - 1986)                                                                                         |
| 32                | Babylift Itter             | Schlepplift    | Itter           | 19??        | 2014 ersatzlos abgetragen |
| 33                | Tellerschlepplift Salvista | Schlepplift    | Itter           | 2023        | früher Schlepplift Maurerwies (Abgetragen 2014)                                                                                   |
| 34                | Mittererwieslift           | Schlepplift    | Itter           | 1973        | 2020 stillgelegt |
| 35                | Riederkogellift            | Schlepplift    | Wörgl           | 1956        | 2006 stillgelegt und 2016 ersatzlos abgetragen                                                                                    |
| 36                | Hofstattbahn               | 2er Sessellift | Kelchsau        | 1972        | 2021 stillgelegt. Abbruch: 2023-2024                                                                                              |
| 36a               | Babylift Kelchsau          | Schlepplift    | Kelchsau        | 19??        | |
| 37                | Hagermooslift              | Schlepplift    | Kelchsau        | 1973        | 2021 stillgelegt. Abbruch: 2023-2024                                                                                              |
| 38                | Hagerjochlift              | Schlepplift    | Kelchsau        | 1976        | 2021 stillgelegt. Abbruch: 2023-2024                                                                                              |
| 39                | Babylift Camping           | Schlepplift    | Hopfgarten      | 19??        | 2006 ersatzlos abgetragen |
| 40                | Hexenwasserbahn            | Gondelbahn     | Söll            | 2019 - 2020 | früher 1er Sessellift Hochsöll (1965 - 1988) und 8er Gondelbahn Hochsöll (1988 - 2020)                                            |
| 41                | Sessellift Hochsöll        | 2er Sessellift | Söll            | 1975        | 1988 durch 8er Gondelbahn Hochsöll (40) ersetzt                                                                                   |
| 42                | Gondelbahn Hohe Salve      | Gondelbahn     | Söll            | 2000        | früher 1er Sessellift Hohe Salve (1970 - 2000)                                                                                    |
| 43                | Keatbahn                   | 4er Sessellift | Söll            | 1995        | früher Skilift Hochsöll, kuppelbarer 4er Sessellift, seit 2015 neue Sessel mit Wetterschutzhaube und Sitzheizung                  |
| 44                | Stöcklbahn                 | 4er Sessellift | Söll            | 1988        | früher Schlepplift Stöckl (1968 - 1988)                                                                                           |
| 45                | Hexen6er (Grundriedbahn)   | 6er Sessellift | Söll            | 2004        | früher Schlepplift Grundried (1978 - 2004)                                                                                        |
| 46                | Rinnerbahn                 | 4er Sessellift | Söll            | 1995        | früher Schlepplift Rinner (1972 - 1995)                                                                                           |
| 47                | Hans im Glück (Salvenmoos) | Gondelbahn     | Söll            | 2016        | früher 2er Sessellift Salvenmoos (1988 - 2016)                                                                                    |
| 50                | Seilbahn Söll              | Pendelbahn     | Söll            | 1985        | 2005 ersatzlos abgetragen |
| 51                | Siller Keatbahn            | 6er Sessellift | Söll            | 2008        | früher 3er Sessellift Silleralm (1985 - 2008)                                                                                     |
| 57                | Knollenlift                | Schlepplift    | Söll            | 1995        | Der alte Rinner-Schlepper wurde als neuer Knolln-Schlepplift wieder aufgebaut                                                     |
| 58                | Tennfeldlift (Übungslift)  | Schlepplift    | Söll            | 19??        | |
| 59                | Hexenteppich               | Förderband     | Söll            | 2014        | früher Mühlbichllift (ersatzlos abgetragen 2006)                                                                                  |
| 60                | Brandstadlbahn             | Gondelbahn     | Scheffau        | 1984        | älteste Gondelbahn in der Skiwelt                                                                                                 |
| 61                | Brandstadlbahn I           | Gondelbahn     | Scheffau        | 2002        | früher Sessellift Brandstadl I (1972 - 2002)                                                                                      |
| 62                | Brandstadlbahn II          | Gondelbahn     | Scheffau        | 2002        | früher Sessellift Brandstadl II (1972 - 2002)                                                                                     |
| 63                | Siegelsberglift            | Schlepplift    | Scheffau        | 1962        | 2002 ersatzlos abgetragen |
| 64                | Osthangbahn                | 8er Sesselbahn | Scheffau        | 2010        | früher 4er Sessellift Osthangbahn (1988 - 2010)                                                                                   |
| 65                | Ostlift                    | Schlepplift    | Scheffau        | 1988        | |
| 66                | Südhangbahn                | 6er Sessellift | Scheffau        | 1999        | früher Schlepplift Südlift (1975 - 1999)                                                                                          |
| 67                | Eibergbahn                 | 8er Sesselbahn | Scheffau        | 2024        | früher Schlepplift Eiberg I (1972 - 1992) und Eibergbahn I (1992 - 2024)                                                          |
| 68                | Eibergbahn II              | 4er Sessellift | Scheffau        | 1992        | früher Schlepplift Eiberg II (1980 - 1992) und Eibergbahn II (1992 - 2024). 2024 durch die 8er Sesselbahn Eibergbahn (67) ersetzt |
| 69                | Kummereralmbahn            | 6er Sessellift | Scheffau        | 2005        | früher Schlepplift Weißach (1975 - 2005)                                                                                          |
| 70                | Muldenbahn                 | 4er Sessellift | Scheffau        | 1998        | früher Schlepplift Mulden (1982 - 1998)                                                                                           |
| 71                | Aualmbahn                  | 8er Sesselbahn | Scheffau        | 2014        | früher kuppelbarer 4er Sessellift Aualm (1989 - 2014)                                                                             |
| 72                | Hochalmlift                | Schlepplift    | Scheffau        | 1987        | ersatzlos abgetragen und 2025 in Thiersee wiederaufgebaut                                                                         |
| 73                | Hochfeldlift Schwoich      | Schlepplift    | Schwoich        | 1966        | |
| 74                | Übungslift Hochfeld        | Schlepplift    | Schwoich        | 20??        | |
| 77                | Babylift                   | Schlepplift    | Scheffau        | 19??        | |
| 78                | Übungslift Berg            | Schlepplift    | Scheffau        | 19??        | |
| 79                | Übungslift Dorf            | Schlepplift    | Scheffau        | 19??        | |
| 80                | Hartkaiserbahn             | Gondelbahn     | Ellmau          | 2015        | früher Standseilbahn Hartkaiser (1971 - 2015)                                                                                     |
| 81                | Marcherlift                | Schlepplift    | Ellmau          | 1972        | |
| 82                | Sternfeld Übungslift       | Schlepplift    | Ellmau          | 2015        | früher Sternfeldlift I |
| 83                | Sternfeldlift II           | Schlepplift    | Ellmau          | 19??        | 2015 ersatzlos abgetragen |
| 84                | Vetterstättlift            | Schlepplift    | Ellmau          | 1971        | 2012 umgebaut - früherer Name: Vötterstättift                                                                                     |
| 85                | Bärenlift                  | Schlepplift    | Ellmau          | 19??        | früherer Name: Metzgerlift - ersatzlos abgetragen                                                                                 |
| 86                | Kirchbichllift             | Schlepplift    | Ellmau          | 1982        | |
| 87                | Ranhartlift                | Schlepplift    | Ellmau          | 1984        | 2022 ersatzlos abgetragen |
| 88                | Schmiedalmlift             | Schlepplift    | Ellmau          | 1975        | 2009 verkürzt, längster Schlepplift der Skiwelt (1380 Meter)                                                                      |
| 89                | Kaiser-Übungslift          | Schlepplift    | Ellmau          | 20??        | 2018 durch Ellmi’s Zauberteppiche I und II ersetzt                                                                                |
| 89a               | Ellmi’s Zauberteppich I    | Förderband     | Ellmau          | 2018        | |
| 89b               | Ellmi’s Zauberteppich II   | Förderband     | Ellmau          | 2018        | |
| 90                | Hausbergbahn               | 2er Sessellift | Ellmau          | 1988        | |
| 91                | Ellmi’s 6er                | 6er Sessellift | Ellmau          | 2009        | |
| 96                | Kaiserexpress              | 4er Sessellift | Ellmau          | 2002        | früher Schlepplift Breuer |
| 97                | Köglbahn                   | 6er Sessellift | Ellmau          | 2000        | früher Schlepplift Kögllift |
| 98                | Almbahn                    | 6er Sessellift | Ellmau          | 1999        | früher Schlepplift Almlift |
| 99                | Tanzbodenbahn              | 6er Sessellift | Ellmau          | 2006        | früher Schlepplift Tanzboden (2000 - 2006)                                                                                        |
| 100               | Astbergbahn                | 4er Sessellift | Going           | 1991        | kuppelbarer 4er Sessellift mit Wetterschutzhaube, früher 1er Sessellift Astberg (1964 - 1991)                                     |
| 101               | Hochastenlift              | Schlepplift    | Going           | 196?        | 2005 ersatzlos abgetragen |
| 102               | Sonnenlift                 | 4er Sessellift | Going           | 2004        | früher Schlepplift Sonnschwendt                                                                                                   |
| 107               | Maxilift (Lanzenberglift)  | Schlepplift    | Going           | 2011        | früher Schlepplift Lanzenberg |
| 108               | Zauberteppich Astberg      | Förderband     | Going           | 19??        | früher Brandlfeldlift |
| 109               | Wagnerfeldlift             | Schlepplift    | Going           | 19??        | ersatzlos abgetragen |
| 110               | Alpenrosenbahn I           | Gondelbahn     | Westendorf      | 1987        | früher 1er Sessellift Alpenrose I (1969 - 1987)                                                                                   |
| 111               | Alpenrosenbahn II          | Gondelbahn     | Westendorf      | 1987        | früher 1er Sessellift Alpenrose 1B (1972 - 1987)                                                                                  |
| 112               | Choralmbahn                | Gondelbahn     | Westendorf      | 2008        | früher 1er Sessellift Alpenrose II (1969 - 2008)                                                                                  |
| 113               | Sessellift Choralpe        | 1er Sessellift | Westendorf      | 1978        | 2009 ersatzlos abgetragen |
| 114               | Talkaserbahn               | 4er Sessellift | Westendorf      | 1989        | früher Schlepplift Talkaser (1969 - 1989)                                                                                         |
| 115               | Laubkogellift              | Schlepplift    | Westendorf      | 2018        | 2018 komplett neugebaut |
| 117               | Fleidingbahn               | 8er Sesselbahn | Westendorf      | 2019        | früher 3er Sessellift Fleiding (1983 - 2019)                                                                                      |
| 118               | Windaubergbahn             | 4er Sessellift | Westendorf      | 2001        | früher Schlepplift Windauberg |
| 119               | Gampenkogelbahn            | 4er Sessellift | Westendorf      | 2001        | früher Schlepplift Gampenkogel |
| 120               | Ki Westbahn                | Gondelbahn     | Westendorf      | 2005        | dient als indirekter Zubringer zum Skigebiet Kitzbühel                                                                            |
| 125               | Sammerlift                 | Schlepplift    | Westendorf      | 19??        | |
| 126               | Schneebergbahn             | 4er Sessellift | Westendorf      | 2003        | früher Schlepplift Schneeberg I                                                                                                   |
| 127               | Schneeberglift II          | Schlepplift    | Westendorf      | 19??        | 2003 durch 4er Sessellift Schneebergbahn (126) ersetzt                                                                            |
| 128               | Ziepllift                  | Schlepplift    | Westendorf      | 1958        | 2017 stillgelegt und 2018 ersatzlos abgetragen                                                                                    |
| 129               | Bichlinglift               | Schlepplift    | Westendorf      | 19??        | 1999 stillgelegt und ersatzlos abgetragen                                                                                         |

## Zusammenschluss mit dem Skigebiet Kitzbühel
Seit Jahren wird ein Zusammenschluss der SkiWelt mit dem Skigebiet Kitzbühel diskutiert. Eine indirekte Verbindung wurde mit der Eröffnung der „Ki-West“ Gondelbahn im Aschautal 2005/06 geschaffen. Über eine Skibusverbindung kann die Bahn „Pengelstein I“ in Kirchberg erreicht werden. Der Bau einer direkten Anschlussbahn soll seitens der Bergbahn Kitzbühel im Jahr 2006 in Planung gewesen sein. Hierdurch wäre mit deutlich über 400 Pistenkilometern mit weitem Abstand das größte Skigebiet Österreichs geschaffen worden.